# Bjergmassiv
Et massiv er i geologi betegnelsen for en stabil bjergmasse, der ikke internt påvirkes ret meget af pladetektonik, men primært flyttes som en samlet masse. Massiver er mindre enheder end de plader, der bevæger sig ved pladetektonik. 
På Jorden findes en række massiver, heriblandt:
- Aïrbjergene, Niger
- Annapurna, Nepal
- Centralmassivet, Frankrig
- Jurabjergene, Frankrig
- Logan-massivet, Canada
- Mont Blanc-massivet, Frankrig/Italien/Schweiz
- Vinson-massivet, Antarktis
- Vogeserne, Frankrig

Massiver kendes ud over fra Jorden også fra andre himmellegemer; på Mars er de såkaldte "Ansigter" et eksempel på et massiv.